# 高氯酸铪
高氯酸铪（英語：Hafnium perchlorate）是一种无机化合物，化学式为Hf(ClO4)4。它可由七氧化二氯和四氯化铪反应得到。高氯酸铪在130~160℃分解为HfO(ClO4)2，在300~325℃产生HfO2。
高氯酸铪属单斜晶系，晶胞参数为a=12.863(7)，b=13.161(7)，c=7.941(1)A，γ=107.68(4)°。